# Rasa del Casó (Berguedà)
|  | Aquest article tracta sobre el corrent fluvial del Berguedà. Vegeu-ne altres significats a «Rasa de Casó». |

La Rasa del Casó és un torrent afluent per la dreta de la Riera de Navel.

## Municipis per on passa
Des del seu naixement, la Rasa del Casó passa successivament pels següents termes municipals.
|                                               | Longitud (en m.) | % del recorregut |
| --------------------------------------------- | ---------------- | ---------------- |
| Per l'interior del municipi de l'Espunyola    | 781              | 22,51%           |
| Fent de frontera entre l'Espunyola i Montclar | 309              | 8,91%            |
| Per l'interior del municipi de Montclar       | 2.379            | 68,58%           |

## Xarxa hidrogràfica
La xarxa hidrogràfica de la Rasa del Salt està integrada per 2 cursos fluvials que sumen una longitud total de 4.250 m.

### Distribució per termes municipals
| Municipi    | Longitud que hi transcorre |
| ----------- | -------------------------- |
| l'Espunyola | 1.871 m.                   |
| Montclar    | 2688 m.                    |